# Вчений (фільм, 1918)
«Вчений» (англ. The Scholar) — американська короткометражна кінокомедія режисера Арвіда Е. Джиллстрома 1918 року.

## У ролях
- Біллі Вест[en] — студент
- Олівер Гарді
- Етель Марі Бертон — вчителька
- Літріс Джой
- Лео Вайт
- Джо Бордо